# 1281
1281 (MCCLXXXI) a fost un an obișnuit al calendarului gregorian.

## Evenimente
- 3 aprilie: Ofensiva bizantină din Albania și Epir se încheie cu bătălia de la Berat; trupele lui Carol de Anjou sunt zdrobite; cele mai multe dintre posesiunile lui Carol de Anjou sunt recuperate de bizantini.
- 3 iulie: Tratatul de la Orvieto: Veneția și Neapole se raliază cauzei împăratului latin Philippe de Courtenay; papa excomunică pe împăratul bizantin Mihail al VIII-lea Paleologul; Ioan, domn în "Valahia Mare" (Tesalia), bulgarii și țarul sârb Ștefan Milutin se alătură coaliției antibizantine.
- 12 august: Bătălia de la Kōan (în apropiere de Fukuoka): a doua invazie mongolă împotriva Japoniei eșuează, în urma declanșării unui taifun.
- 29 octombrie: A doua bătălie de la Homs: sultanul mameluc Qalawun respinge o invazie a ilhanizilor, conduși de Abaqa-han, asupra Siriei.

### Nedatate
- Macedonia de sud este invadată de sârbi.
- Mihail al VIII-lea Paleolog încurajează răscoala din Creta, condusă de Alexios Kalergis, împotriva stăpânirii venețienilor.
- Papa Martin al IV-lea autorizează cruciada împotriva Imperiului bizantin restaurat.

## Arte, Știință, Literatură și Filosofie
- Cimabue decorează bisericile superioară și inferioară a Basilicii San Francesco din Assisi.
- Kublai-han dispune arderea sfintelor cărți taoiste.

## Nașteri
- Hamdollah Mostowfi, istoric iranian ilhanid (d. 1349).
- Iuri al III-lea Danilovici, mare cneaz al Rusiei (d. 1325)

## Decese
- 12 mai: Johan Baazius cel Tânăr, cleric suedez (n. 1226)
- Ertuğrul, bey, tatăl lui Osman I (n. ?)
- Traidenis, mare principe de Lituania (n. ?)

## Înscăunări
- 23 martie: Martin al IV-lea, papă (1281-?)
- Andrei al III-lea Alexandrovici de Gorodeț, mare cneaz de Vladimir (1281-1283)
- Osman I Gazi, primul sultan otoman (1281-1326)